# Саївка (Лубенський район)
Са́ївка —  село в Україні, в Лубенському районі Полтавської області. Населення становить 33 осіб. Входить до складу Гребінківської міської громади.

## Географія
Село Саївка знаходиться на лівому березі річки Суха Оржиця, вище за течією примикає село Сербинівка, нижче за течією на відстані 3 км розташоване село Писарщина, на протилежному березі - село Грушківка. На річці велика загата.

## Історія
Хутір Ісаєнківський, назва якого згодом перетворилася на Саївку, був заснований на початку XVIII ст. В 1770-х роках частину його купив Пирятинський сотник Плевковський.
Ця частина відділилась від х. Ісаєнківєького і дістала назву Чепурківка. А вже в радянські часи Чепурківка (а точніше - Перше Травня, до складу якого увійшла Чепурківка) витіснила Саївку за його багаторічні межі - на територію колишнього хутора Курилівщини.
У 1774 р. в х. Ісаєнківщині (до продажу його частини Плевковському) мешкало 142 душі обох статей. А після продажу - в 1783 р. мешкало: в с. Сотниківщині (хуторі Плевковського) -74 душі, а в Ісаєнківщині - 53 душі. У 1789 р. хутір записаний Саєнківським, в ньому мешкало 64 душі, володів ним Григорій Огранович.
А в 1803 р. він записаний уже хутором Саївка, в якому мешкало 68 душ. Після смерті Григорія Ограновича (1811 р.) Саївка перейшла його синові Степанові Григоровичу, який в цей час купив х. Писарщину у поміщиків Савицьких.
У 1813 р. в х. Саївка записано 83 душі, а з 1814 р. він уже відносився до складу х. Писарщина і його назва Саївка не зустрічається ні в сповідальних відомостях, ні в матеріалах переписів 1859 і 1900 р.р. (хоча в просторіччі цей хутір селяни продовжували називати Саївкою).
Хутір розширився, коли до Ограновичів перейшла земля х. Курилівщини, і цей спустілий в 1818 р. хутір почав поступово заселятися.
Після перепису населення 1910 р. х. Саївка в документах був відновлений, оскільки після купівлі землі Кублицьким хутір не був зв'язаний з х. Писарщиною і її господарям Ограиовичами. За цим переписом в Саївці було 20 господарств (мешканців - 154 душі), із яких 8 господарств були козацькими (вони поселились на Кублівщииі, серед них декілька господарств козаків Упирів).
За переписом населення 1926 р. в хуторі мешкало 253 душі. В 1927- 1928 р.р. в Саївській земгромаді налічувалось уже 48 господарств, в яких було 436 га землі. А в 1930 р. тут був створений колгосп «Зірка».
За переписом населення 1939 р. тут налічувалось 226 душ. У період німецько-фашистської окупації було вивезено на каторжні роботи в Німеччину - 6 чоловік, розстріляно - 2 чоловіки. У післявоєнні роки чисельність населення становила: в 1959 р. -187 душ, в 1972 р. - 116 душ, в 1980 р. - 101 душа, в 1990 р. - 60 душ.
Вперше школа в Саївці була відкрита в 1920 р., першим учителем був А. С. Бородько (із с. Григорішш), його замінив у 1924 р. П.С. Ватажок (із с. Писарщина). Після війни школа деякий час функціонувала, а згодом була закрита через малу кількість учнів.